# Beauté noire
Pour les articles homonymes, voir Black Beauty (homonymie).
Pour plus de détails, voir Fiche technique et Distribution.
Beauté noire (titre original : Black Beauty) est un film américain en noir et blanc réalisé par Max Nosseck, sorti en 1946. Il est inspiré du roman Prince noir d'Anna Sewell (1877).

## Synopsis
Dans la campagne anglaise, une adolescente orpheline de mère, a le béguin pour un jeune Américain qui visite la ferme de son père. 
Elle élève un poulain noir nommé Black Beauty dans le but d'en faire un vainqueur de courses. Mais voici que le cheval disparaît.

## Fiche technique
- Titre français : Beauté noire
- Titre original : Black Beauty
- Réalisation : Max Nosseck
- Scénario : Lillie Hayward, Agnes Christine Johnson, librement inspiré du roman Prince noir d'Anna Sewell (1877)
- Photographie : Roy Hunt
- Montage : Martin Cole
- Musique : Dimitri Tiomkin
- Producteur : Edward L. Alperson
- Société de production : 20th Century Fox
- Société de distribution : 20th Century Fox
- Pays de production :  États-Unis
- Langue originale : anglais américain
- Format : noir et blanc — 35 mm — 1.37:1 — son : mono (Western Electric Recording)
- Genre : romance, aventure
- Durée : 74 min
- Dates de sortie :
  - États-Unis : 29 août 1946
  - France : 8 septembre 1950

## Distribution
- Mona Freeman : Anne Wendon
- Richard Denning : Bill Dixon
- Evelyn Ankers : Evelyn Carrington
- Charles Evans : l'écuyer Wendon
- J. M. Kerrigan : John
- Moyna Macgill : Mrs. Blake
- Terry Kilburn : Joe
- Thomas P. Dillon : Skinner
- Arthur Space : Terry
- John Burton : Dr White
- Olaf Hytten : M. Cordon
- Leyland Hodgson : enchérisseur